# 本陣車站
本陣車站（日语：／ Honjin eki */?）是位於愛知縣名古屋市中村區鳥居通二丁目，為名古屋市營地下鐵東山線之車站。車站編號為H06。

## 車站結構
為2面2線側式月台之地下車站。

### 月台配置
| 月台 | 路線   | 目的地               |
| ---- | ------ | -------------------- |
| 1    | 東山線 | 名古屋、榮、藤丘方向 |
| 2    | 東山線 | 中村公園、高畑方向   |

## 相鄰車站
名古屋市營地下鐵
 東山線
中村日赤（H05）－本陣（H06）－龜島（H07）

## 外部連結
- 本陣 - 名古屋市交通局

35°10′37″N 136°52′00″E / 35.177056°N 136.866618°E